# May-sur-Orne
Pour les articles homonymes, voir May.
May-sur-Orne est une ancienne commune française, située dans le département du Calvados en région Normandie, peuplée de 2 017 habitants.
Le 1er janvier 2025, elle fusionne avec Saint-Martin-de-Fontenay pour constituer la commune nouvelle de Saint-Martin-de-May, d'après un arrêté préfectoral du 30 septembre 2024.

## Géographie

### Localisation
May-sur-Orne est située dans l'Ouest de la France dans le département du Calvados (ex-Basse-Normandie), à 9 km au sud du centre de Caen. C'est une commune péri-urbaine qui se situe dans le canton de Bourguébus. En 2022 , le nombre d'habitants était de 2 017 habitants, soit 578 habitants au km2.
À l'ouest, May-sur-Orne est séparée de Feuguerolles-Bully par l'Orne, fleuve côtier traversant la ville de Caen plus au nord. Au sud, la limite communale avec Laize-la-Ville et Clinchamps-sur-Orne suit le cours de la Laize, qui se jette dans le fleuve au Val de Clinchamps.
Le territoire est traversé par la départementale 562 et par la départementale 41b, qui forme un ensemble perpendiculaire. La commune est desservie par deux lignes du réseau des Bus verts du Calvados desservant quatre arrêts sur la commune : Église, Gaucamps, Les Toumalines, FleurTerre :
- ligne 34 (Flers < > Caen Gare) ;
- ligne 12 (Mutrécy/Rocquancourt < > Caen).

| Saint-André-sur-Orne | Saint-Martin-de-Fontenay | Saint-Martin-de-Fontenay |
| Feuguerolles-Bully   | May-sur-Orne             | Fontenay-le-Marmion      |
| Clinchamps-sur-Orne  | Laize-la-Ville           | Fontenay-le-Marmion      |

### Climat
Pour des articles plus généraux, voir Climat de la Normandie et Climat du Calvados.
En 2010, le climat de la commune est de type climat océanique altéré, selon une étude du CNRS s'appuyant sur une série de données couvrant la période 1971-2000. En 2020, Météo-France publie une typologie des climats de la France métropolitaine dans laquelle la commune est exposée à un climat océanique et est dans la région climatique  Normandie (Cotentin, Orne), caractérisée par une pluviométrie relativement élevée (850 mm/a) et un été frais (15,5 °C) et venté.
Pour la période 1971-2000, la température annuelle moyenne est de 10,5 °C, avec  une amplitude thermique annuelle de 12,4 °C. Le cumul annuel moyen de précipitations est de 735 mm, avec 12 jours de précipitations en janvier et 7,7 jours en juillet. Pour la période 1991-2020, la température moyenne annuelle observée sur la station météorologique la plus proche, située sur la commune de Carpiquet à 11 km à vol d'oiseau, est de 11,5 °C et le cumul annuel moyen de précipitations est de 740,3 mm,. Pour l'avenir, les paramètres climatiques de la commune estimés pour 2050 selon différents scénarios d’émission de gaz à effet de serre sont consultables sur un site dédié publié par Météo-France en novembre 2022.

## Urbanisme

### Occupation des sols
L'occupation des sols de la commune, telle qu'elle ressort de la base de données européenne d’occupation biophysique des sols Corine Land Cover (CLC), est marquée par l'importance des territoires agricoles (61,3 % en 2018), en diminution par rapport à 1990 (66 %). La répartition détaillée en 2018 est la suivante : 
terres arables (37,4 %), zones urbanisées (28,2 %), prairies (23,9 %), forêts (10,4 %). L'évolution de l’occupation des sols de la commune et de ses infrastructures peut être observée sur les différentes représentations cartographiques du territoire : la carte de Cassini (XVIIIe siècle), la carte d'état-major (1820-1866) et les cartes ou photos aériennes de l'IGN pour la période actuelle (1950 à aujourd'hui).

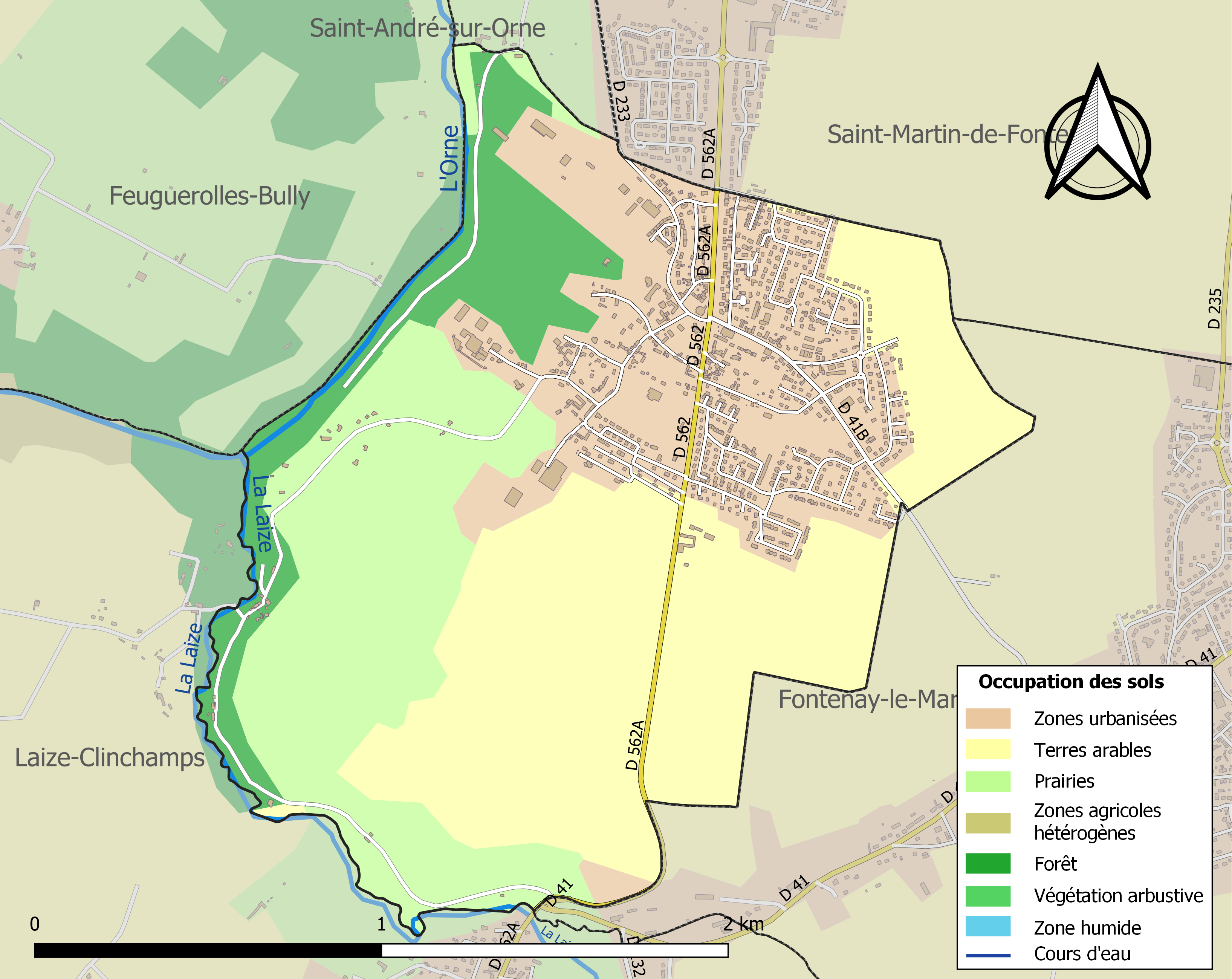
Carte des infrastructures et de l'occupation des sols de la commune en 2018 (CLC).

## Toponymie
Le nom de la localité est attesté sous les formes Mayeium en 1050 (charte de Fontenay) ; Moe en 1136 (ibidem) ; Maeium en 1195 (Magni rotuli, p. 52, 2.) ; Mae super Olnam en 1227 (charte de l'abbaye d'Ardenne, n° 135) ; Maieum en 1228 (charte de Fontenay) ; Meium en 1253 (Ibid., p. 110) ; Moeium en 1273 (Ibid., n° 133.) ; Moie en 1294 (charte de Barbery, n° 163) ; Moée, Mayeum et May sur Orne en 1371 ; May sur Oulne en 1416 (charte de Cordillon) ; Moy en 1667 (carte de Le Vasseur) ; Maye en 1682 (carte de Jolliot).
Il s'agit d'une formation toponymique gallo-romaine en -acum, dont le premier élément May-, représente le nom de personne gallo-romain Maius.
L'Orne est un fleuve côtier du nord-ouest de la France, dans les deux départements de l'Orne et du Calvados.
Remarque : on attendrait une forme ancienne du type *Maiacum, mais la latinisation médiévale est fautive et a été faite sur la forme d'ancien français en -ei, terminaison qui représente généralement l'aboutissement évolutif du suffixe -(i)acum.
Le gentilé est Mayen.

## Histoire
La commune était indirectement desservie par deux lignes ferroviaires :
- par la ligne Caen - Cerisy-Belle-Étoile sur l'axe Caen – Flers – Laval (gare de Feuguerolles-Saint-André, à moins de deux kilomètres à vol d'oiseau du centre de la commune) ;
- par la ligne Caen – Falaise des Chemins de fer du Calvados entre 1902 et 1933.

La commune a été marquée par une activité minière (minerai de fer) à faible profondeur (« bassin minier de May-sur-Orne »), avec séquelles minières (dont mouvements de terrain et affaissements miniers, en raison de la présence dans le substrat schisto-gréseux de « couches de fort pendage  (de 50 ° à 90°) et de puissance moyenne 3 à 4 m, mais pouvant atteindre localement plus de 10 m. L’exploitation en chambres verticales ou très inclinées a engendré la création de vides sur une hauteur relativement importante, avec des volumes dépilés pouvant être conséquents ») susceptibles d'affecter les infrastructures de transport de biens, d'énergie et de personnes, et les habitations ou d'autres constructions. Des études d'aléas ont été faites dans les années 2000, sur la base notamment de plans dressés par Geomines en 1970 qui avaient déjà mis en évidence des « zones éboulées, de galeries inaccessibles, de toits de chambre ou de galeries dégradés », confirmées par des inspections ultérieures. Les communes voisines de Fontenay-le-Marmion, Saint-André-sur-Orne, Saint-Martin-de-Fontenay sont également impactées. Les inspections ont aussi montré qu'à quelques reprises (nord de la mine) un léger manque d'oxygène (18 %) alors accompagné d'une augmentation du taux de CO2 (2 %), mais sans grisou (méthane). Les dosimètre que portaient les personnels ont montré que les concentrations de radon « étaient relativement importantes et qu'il convenait d’en tenir compte pour la cartographie de l'aléa ».

## Politique et administration
| Période                                  | Période                  | Identité           | Étiquette        | Qualité                                |
| ---------------------------------------- | ------------------------ | ------------------ | ---------------- | -------------------------------------- |
| Les données manquantes sont à compléter. |                          |                    |                  |                                        |
| ca. 1926                                 |                          | Paul Samson        |                  | Propriétaire                           |
| ca. 1935                                 |                          | Eugène Figeac      | URD              | Conseiller d'arrondissement (1935 → ?) |
| Les données manquantes sont à compléter. |                          |                    |                  |                                        |
| 1945                                     | octobre 1973 (démission) | André Louvel       |                  | Maire honoraire                        |
| octobre 1973                             | mars 1989                | Françoise Bérot    |                  | Maire honoraire                        |
| mars 1989                                | mars 2008                | Daniel Derbias     |                  |                                        |
| mars 2008                                | juillet 2020             | Martial Desflaches | SE               | Technicien                             |
| juillet 2020                             | décembre 2024            | Jean-Luc Mottais   | SE puis Horizons | Chef de projets au conseil régional    |

## Démographie
L'évolution du nombre d'habitants est connue à travers les recensements de la population effectués dans la commune depuis 1793. Pour les communes de moins de 10 000 habitants, une enquête de recensement portant sur toute la population est réalisée tous les cinq ans, les populations de référence des années intermédiaires étant quant à elles estimées par interpolation ou extrapolation. Pour la commune, le premier recensement exhaustif entrant dans le cadre du nouveau dispositif a été réalisé en 2006.
En 2022, la commune comptait 2 017 habitants, en évolution de +3,17 % par rapport à 2016 (Calvados : +1,58 %, France hors Mayotte : +2,11 %).
| 1793 | 1800 | 1806 | 1821 | 1831 | 1836 | 1841 | 1846 | 1851 |
| ---- | ---- | ---- | ---- | ---- | ---- | ---- | ---- | ---- |
| 322  | 352  | 374  | 463  | 536  | 464  | 517  | 527  | 551  |

| 1856 | 1861 | 1866 | 1872 | 1876 | 1881 | 1886 | 1891 | 1896 |
| ---- | ---- | ---- | ---- | ---- | ---- | ---- | ---- | ---- |
| 579  | 610  | 588  | 557  | 564  | 619  | 642  | 599  | 619  |

| 1901 | 1906 | 1911 | 1921 | 1926 | 1931 | 1936 | 1946 | 1954 |
| ---- | ---- | ---- | ---- | ---- | ---- | ---- | ---- | ---- |
| 701  | 678  | 704  | 686  | 668  | 740  | 639  | 432  | 715  |

| 1962  | 1968  | 1975  | 1982  | 1990  | 1999  | 2006  | 2011  | 2016  |
| ----- | ----- | ----- | ----- | ----- | ----- | ----- | ----- | ----- |
| 1 049 | 1 085 | 1 240 | 1 345 | 1 635 | 1 716 | 1 859 | 1 802 | 1 955 |

| 2021  | 2022  | - | - | - | - | - | - | - |
| ----- | ----- | - | - | - | - | - | - | - |
| 2 017 | 2 017 | - | - | - | - | - | - | - |

## Culture locale et patrimoine

### Lieux et monuments
Malgré les combats et les bombardements de l'été 1944, la ville conserve un riche patrimoine.
- L'église Saint-Firmin. Elle date de la reconstruction de 1955 à 1960.
- Le musée. Situé dans le parc de la mairie, ce lieu de mémoire retrace le passé industriel de la commune, depuis l'exploitation du grès jusqu'à celle du minerai de fer.
- La discordance de May-sur-Orne. D'intérêt géologique important, la discordance du calcaire jurassique sub-horizontal sur du calcaire cambrien plissé est visible près des stades de football.
- Le château Sainte-Marie du XVIIIe siècle ayant appartenu à la famille Sainte-Marie, seigneurs de May.
- Le château Druelle, datant du XVIIIe siècle, construit en pierre de Caen et en grès de May.
- Les moulins situés en contrebas proche de l'Orne.
- L'ancienne mairie située sur l'ancien temple protestant détruit au cours de l'été 1944.
- L'ancienne école Sainte-Thérèse, fondée dans les années 1930, a fermé en 2011 et a été démolie à la fin des années 2010[24]. Elle était le seul bâtiment de la ville portant encore les stigmates de la guerre et contenait une statue de sainte Thérèse déplacée dans la salle paroissiale.
- Le monument aux morts de la guerre franco-allemande, des deux guerres mondiales et de la guerre d'Algérie[25].
- Le calvaire sur la route d'Harcourt.
- Des vestiges de la mine comme deux silos à minerai [26], un visible de loin [27], ou encore des centres d'hébergements pour les ouvriers.
- Le moulin à eau sur la Laize au lieu-dit le Val de May.

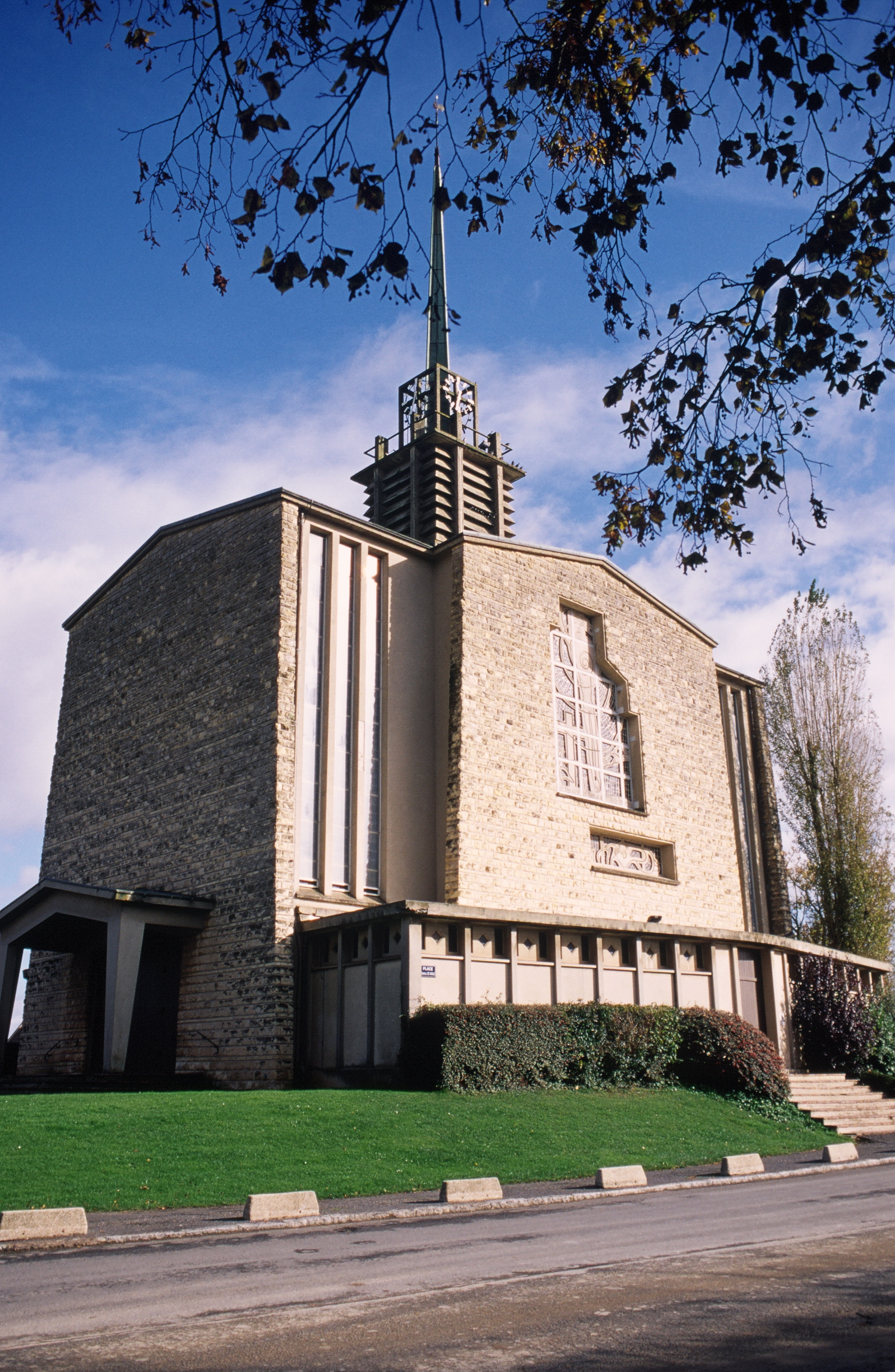
L'église Saint-Firmin.
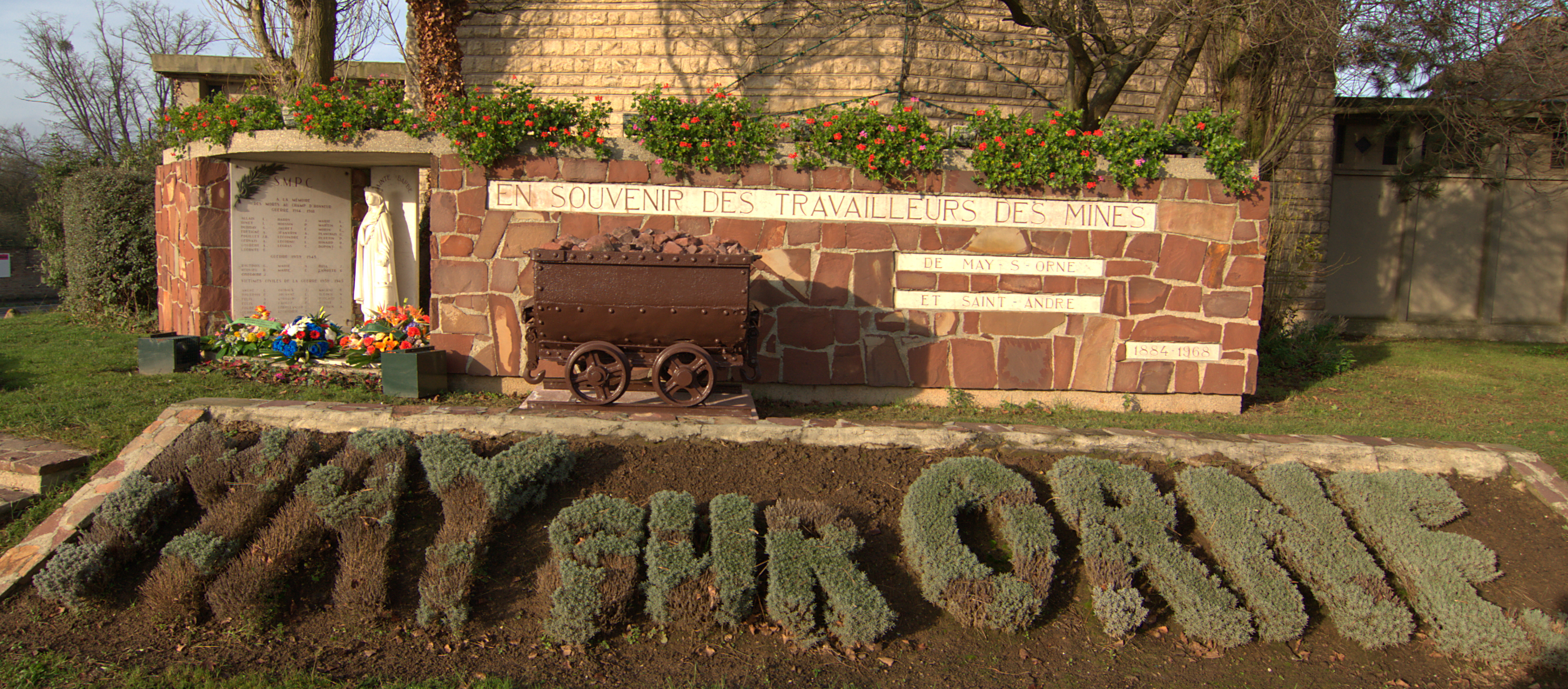
En souvenir des travailleurs des mines.

### Personnalités liées à la commune
- Fabrice Divert, footballeur ayant vécu dans la commune.

### Héraldique
| Blason de May-sur-Orne | Blason  | De gueules à deux pics de mineurs passés en sautoir et chargés d'une lampe de mineur brochante et surmontée d'un casque de mineur, le tout d'argent brochant sur un soc de charrue du même en pointe, au chef d'azur chargé de la devise « PAX.LABOR » en lettres capitales d'argent. |
| Blason de May-sur-Orne | Détails | Le statut officiel du blason reste à déterminer. |